# 莫斯克内斯岛

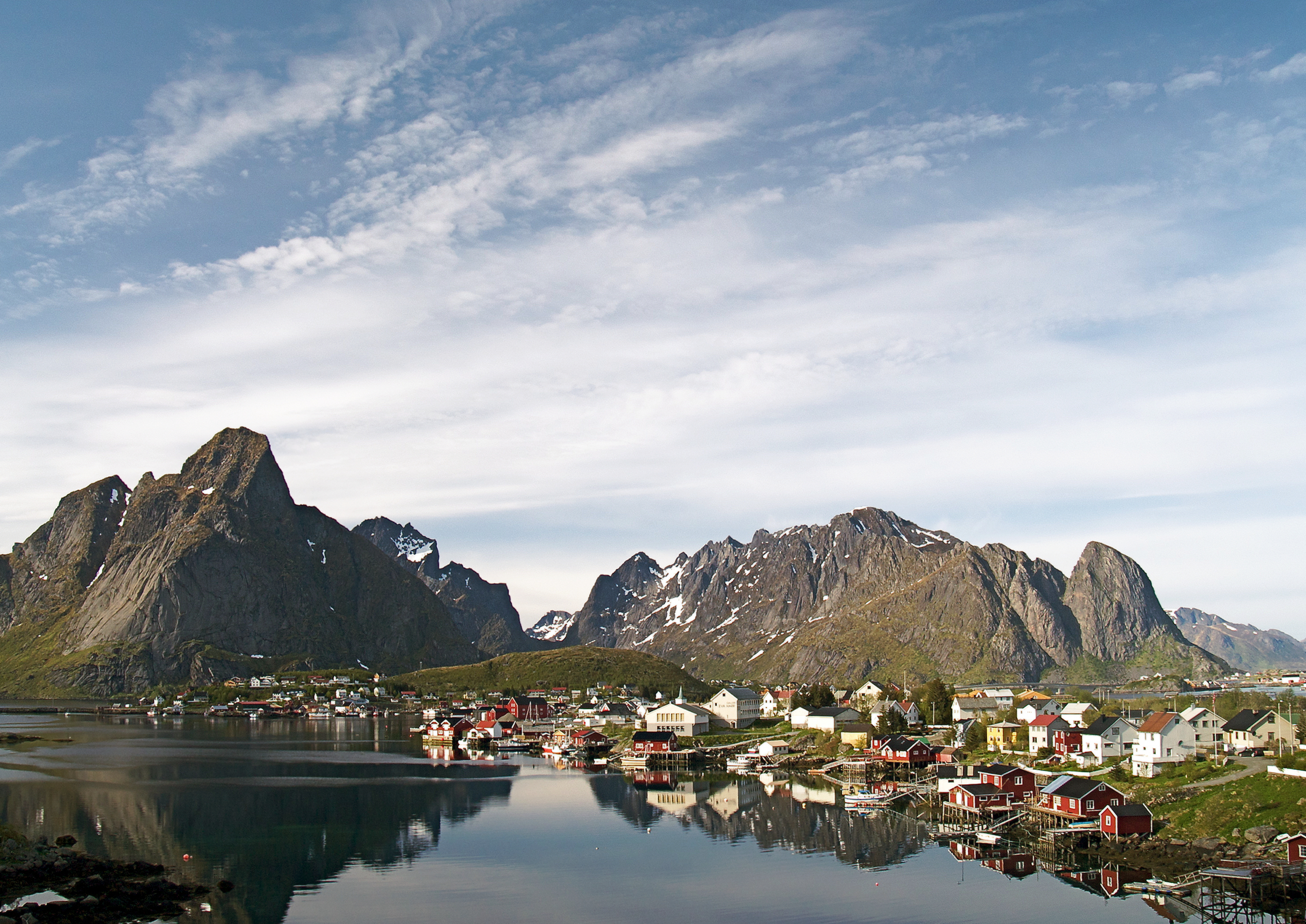
莫斯克内斯雷讷风景

莫斯克内斯岛（挪威語：Moskenesøya）是挪威罗弗敦群岛中的一个岛，这座186平方公里的岛上有莫斯克内斯和弗拉克斯塔两个市镇。

## 地理
该岛有很多冰山，其中最高峰是海拔1,029米的Hermannsdalstinden山。岛从西南向东北，长约40公里，宽约10公里。其海岸线很崎岖。它与附近的弗拉克斯塔德岛通过科肯桥（Kåkern Bridge）相连，欧洲E10公路通过该桥，其终点是岛上的奥镇。

## 人口
岛上有很多村庄。弗拉克斯塔市镇位于岛的北部，其下辖村庄包括弗雷德旺、Selfjord和Krystad。莫斯克内斯市镇位于岛的南部，其下辖村庄包括奥镇、Hamnøy、莫斯克內斯、雷讷、Sakrisøy、Sørvågen和 Tind，所有的村庄位于岛的东侧。西海岸曾经有人居住，但是由于风暴，1950年代最后一个居住地被废弃。

莫斯克内斯岛 - Moskenesøya
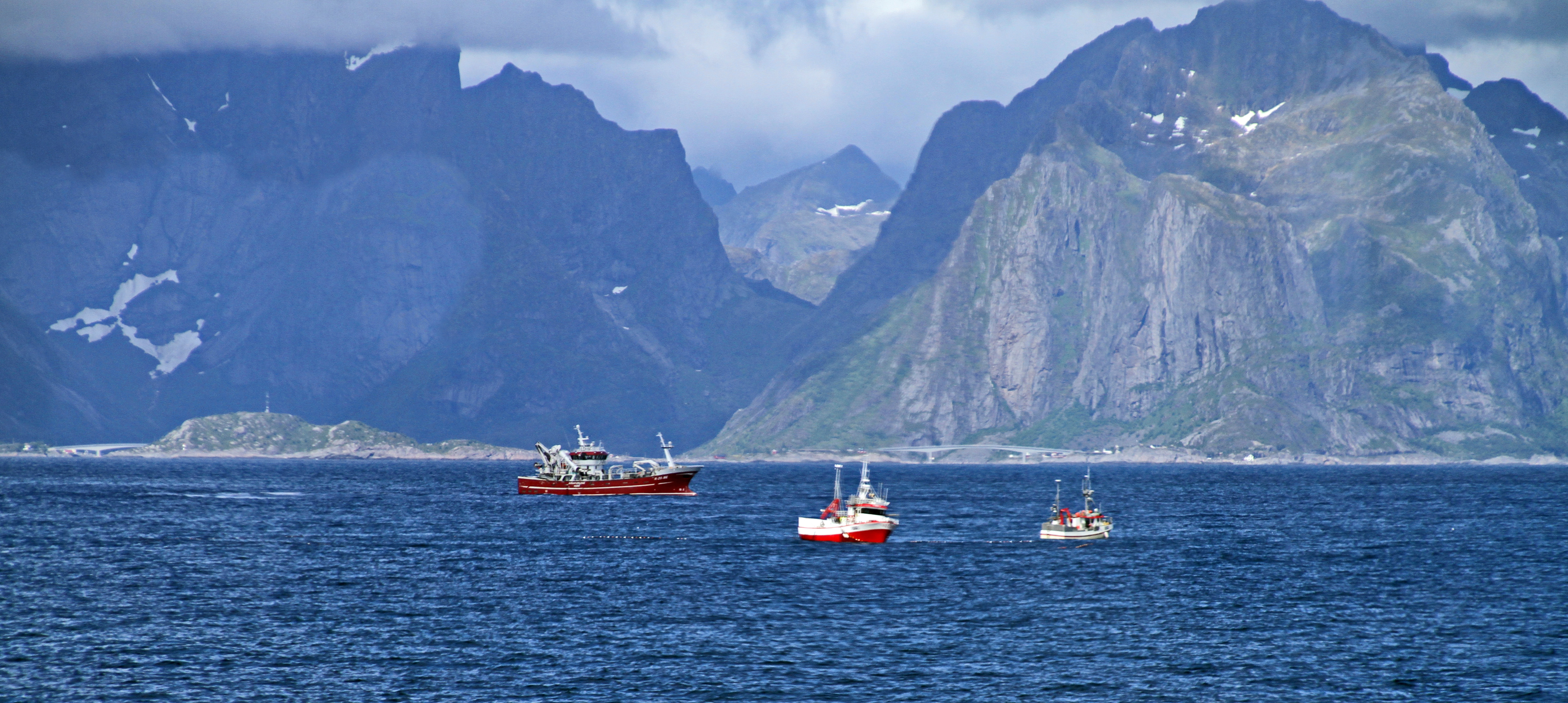
Moskenesøya
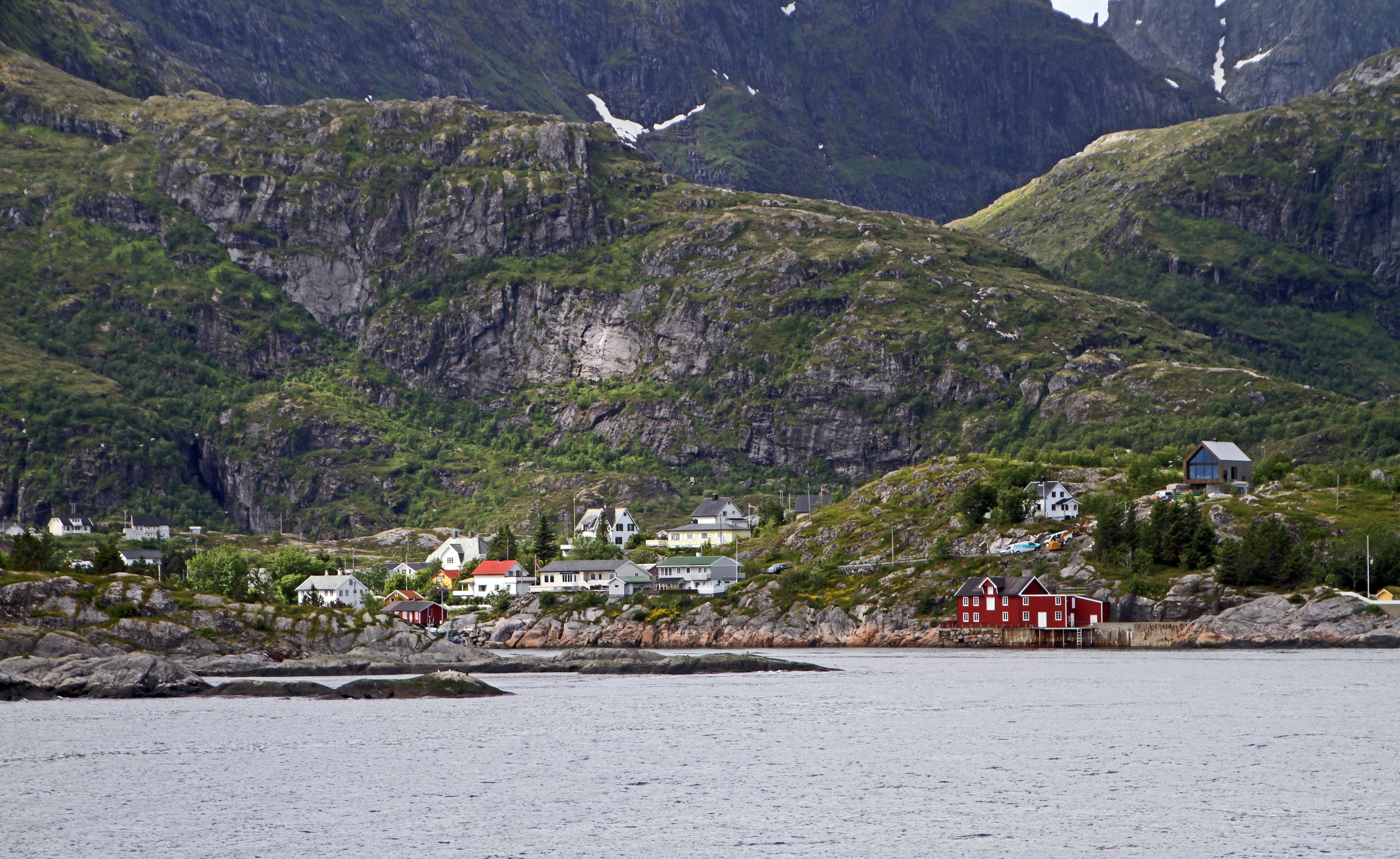
Sørvågen
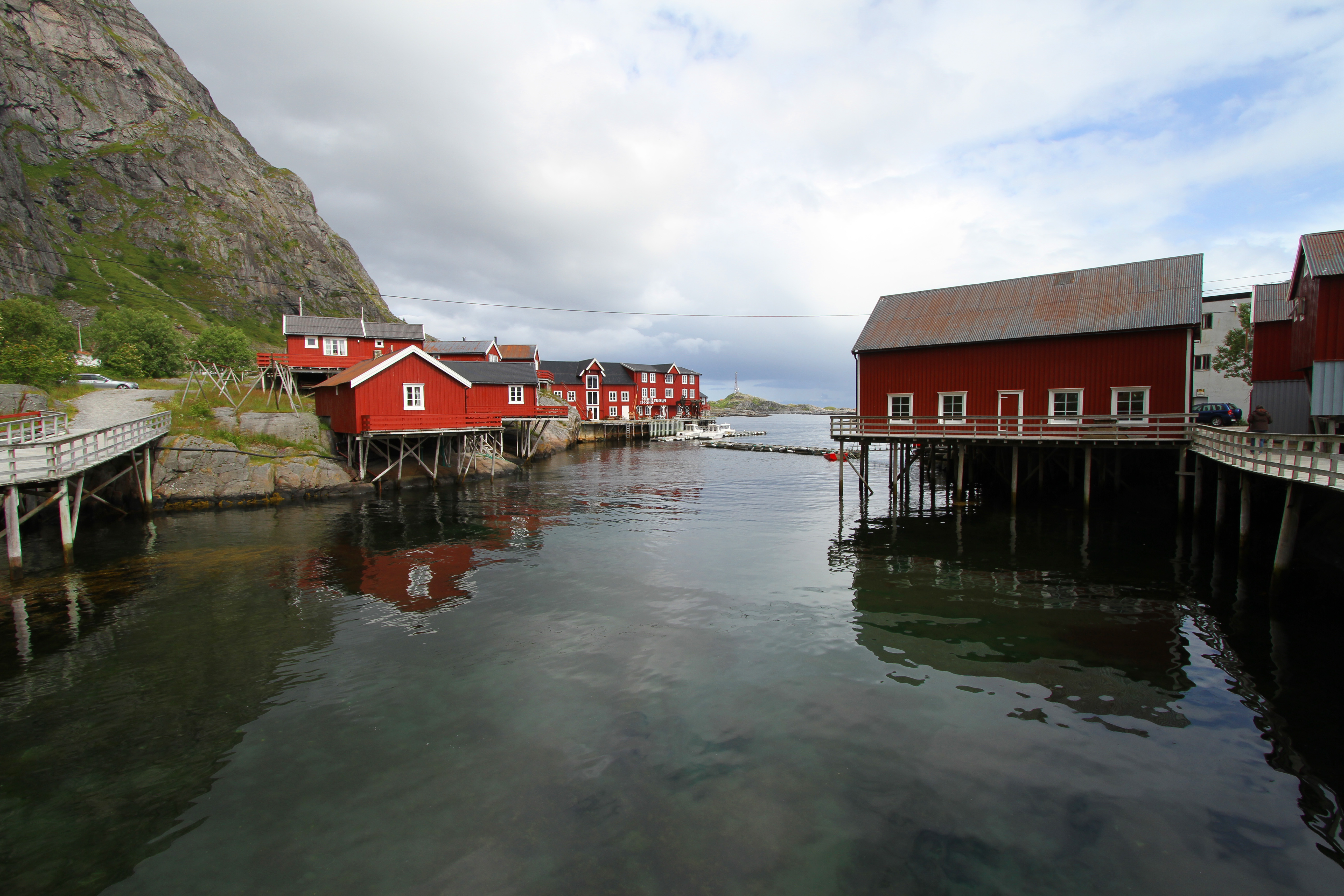
Å i Lofoten
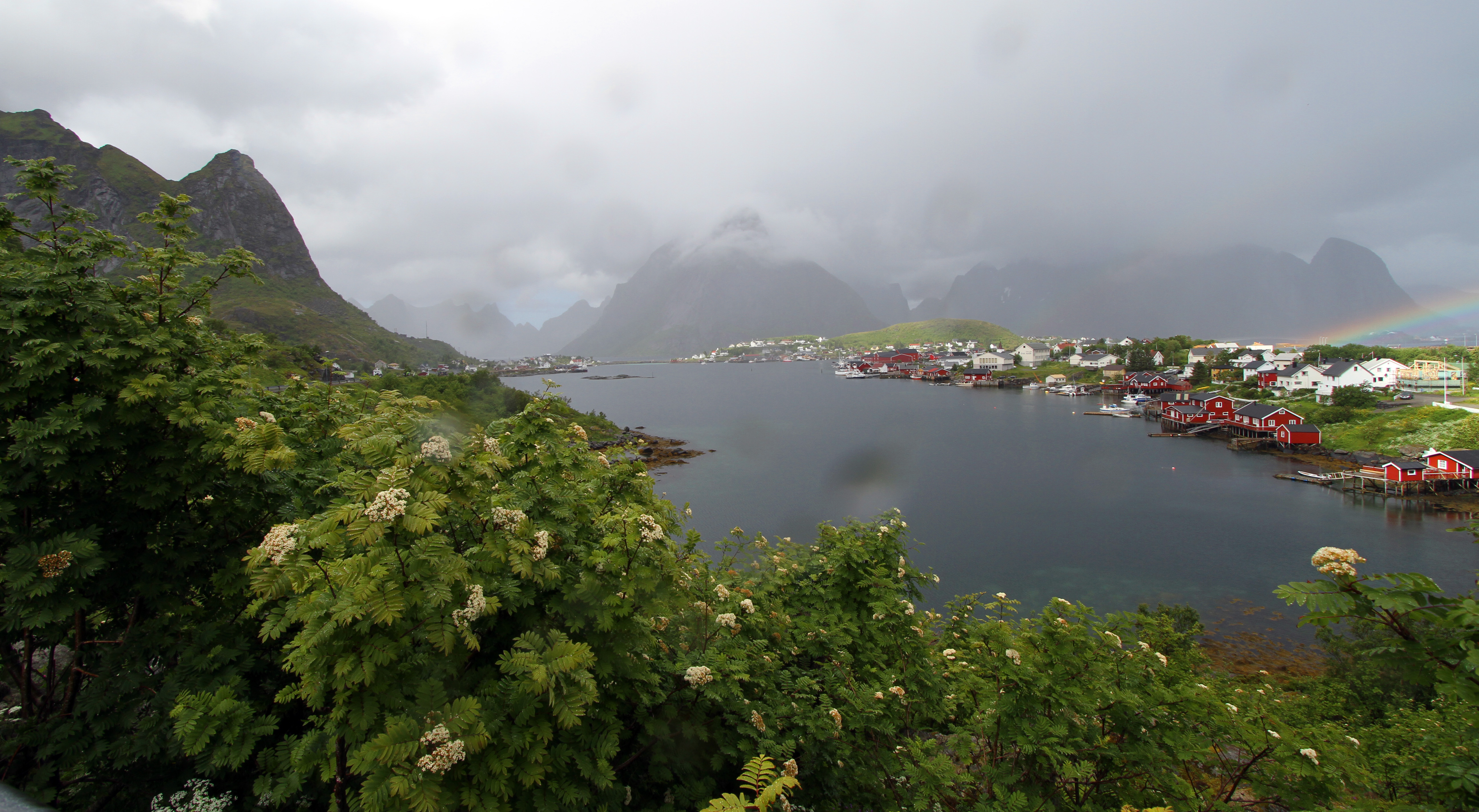
Reine
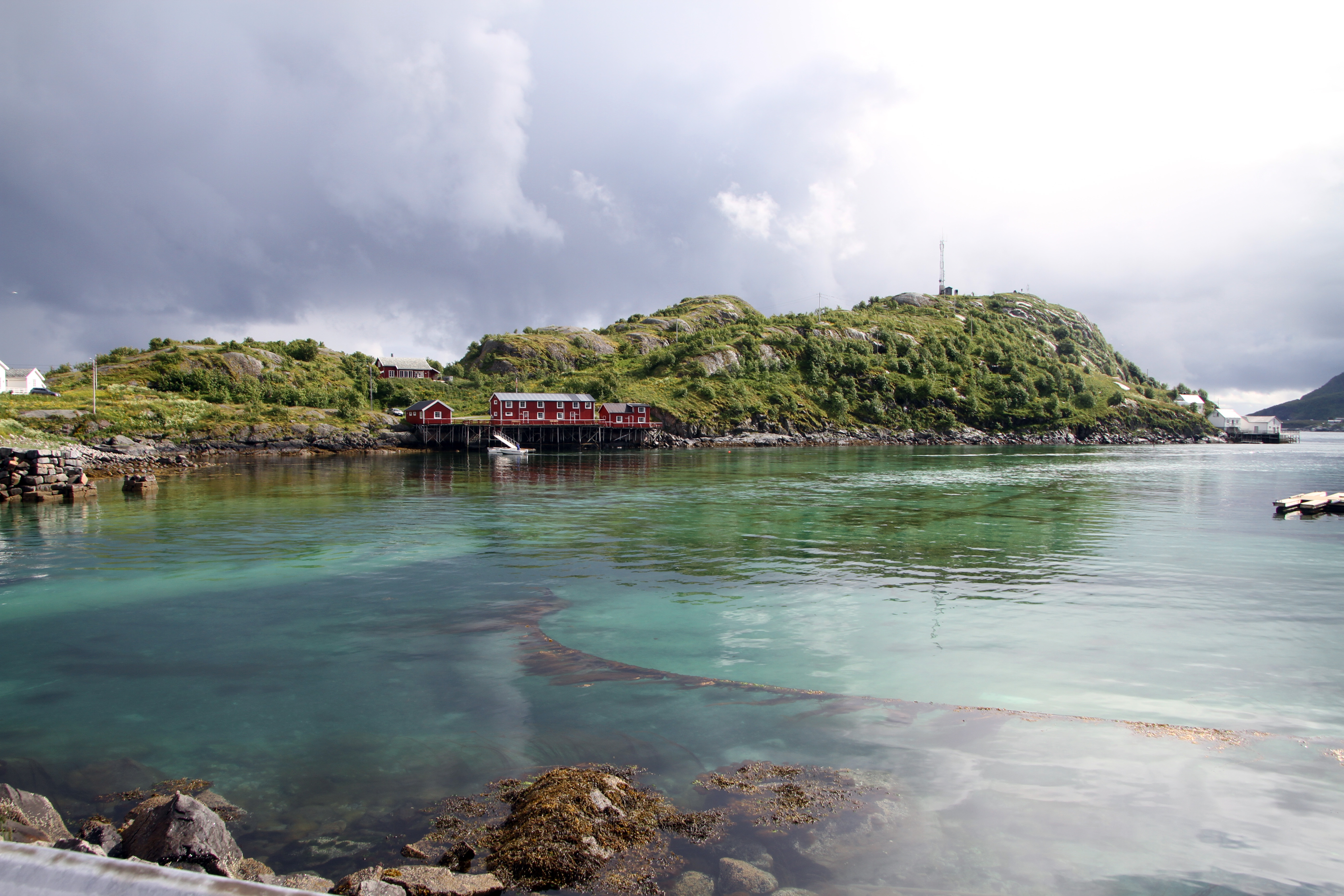
Sakrisøy